# Bahui
Bahui är en köping i Kina. Den ligger i provinsen Liaoning, i den nordöstra delen av landet, omkring 98 kilometer söder om provinshuvudstaden Shenyang. Antalet invånare är 16 276. Befolkningen består av 7 666 kvinnor och 8 610 män. Barn under 15 år utgör 13,0 %, vuxna 15-64 år 73 %, och äldre över 65 år 12,0 %.
Runt Bahui är det ganska tätbefolkat, med 185 invånare per kvadratkilometer. Närmaste större samhälle är Helan, 19,0 km öster om Bahui. I omgivningarna runt Bahui växer i huvudsak blandskog.
Genomsnittlig årsnederbörd är 1 131 millimeter. Den regnigaste månaden är juli, med i genomsnitt 319 mm nederbörd, och den torraste är januari, med 9 mm nederbörd.